# Simplesmente Maria
Simplesmente Maria é uma telenovela brasileira exibida na extinta TV Tupi entre 6 de julho de 1970 e 26 de junho de 1971, em 315 capítulos. 
Começou sendo exibida às 19 horas, mas a partir de 1 de março de 1971 foi transferida para as 20 horas. 
Foi escrita por Benjamin Cattan e Benedito Ruy Barbosa e dirigida por Benjamin Cattan e Walter Avancini. É baseada na trama Argentina, Simplemente María, produzida em 1967.
Dos 315 capítulos originalmente exibidos, apenas 4 foram preservados, estando sob a guarda da Cinemateca Brasileira.

## Sinopse
Maria é uma jovem humilde, que vive no interior. Para tentar mudar de vida, ela viaja para a cidade grande e começa a trabalhar como doméstica. 

## Elenco
- Yoná Magalhães - Maria Ramos
- Carlos Alberto - Estevão
- Tony Ramos - Antônio Ramos (Tony)
- Irene Ravache - Inês
- Paulo Figueiredo - Carlos
- Walderez de Barros - Tereza
- Rildo Gonçalves - Juvenal
- Wilson Fragoso - José
- Etty Fraser - Pierina
- Ênio Gonçalves - Roberto
- Cláudia Mello - Cláudia
- Kate Hansen - Paula
- Yara Lins - Mirtes
- Léa Camargo - Fernanda
- Jovelty Archângelo
- Jonas Bloch - Advogado de defesa de Tony
- Olívia Camargo
- Gian Carlo
- Nilson Condé
- Joana d'Arc
- Elísio de Albuquerque - Cristóvão
- Maria de Fátima - Adélia
- Luísa di Franco
- Annamaria Dias - Angélica
- Rosa Dihel
- Irenita Duarte
- Selma Egrei
- Germano Filho
- Suely Franco - Suzana
- João Francisco Garcia - Serafim
- Elias Gleizer - Bóris
- Elizabeth Gomes - Nina
- Marili Gomes - Mafalda
- Castro Gonzaga - Juiz no Julgamento de Tony
- Norma Grecco
- Homero Kossac - Henrique
- Teófilo Marcos
- Mariaty
- Carmen Marinho
- Marilu Martinelli - Branca
- Henrique Martins
- Roberto Maya - Alexandre
- Patrícia Mayo - Anabela
- Clenira Michel
- Carmem Monegal - Bia
- Leonor Navarro
- José Parisi
- Paulo César Peréio
- Marcos Plonka
- Rui Rezende - Marcos
- Marisa Sanches - Alexandra
- Fernando Torres
- Carlos Zara - Fernando

## Trilha sonora[3]
1. Melodia no Ar - Omar Fontana
2. Primeiro Concerto para Maria - Benito Di Paula
3. Maria - Silvio César
4. Canção a Maria - J. Garcia
5. A Minha Prece de Amor - Silvio César
6. Sonata a Maria - Élcio Alvarez
7. Simplesmente Maria - Paulinho da Viola
8. Sem Amor - Marcos Roberto e César Roberto
9. A Mesma Maria - Élcio Alvarez
10. Pra Não Dizer Adeus - Benito Di Paula
11. Sonho e Saudade - Salathiel Coelho
12. Poema de Maria - Martinha

## Versões
- Simplemente María (1967) telenovela argentina produzida pelo Canal 9 com Irma Roy no papel título.
- Simplemente María (1969) telenovela peruana produzida pela Panamericana Televisión com Saby Kamalich.
- Simplemente María (1971) telenovela venezuelana produzida pela Venezolana de Televisión com Carmén Júlia Álvares.
- Rosa.. de lejos (1980) telenovela argentina produzida pela ATC com Leonor Benedetto.
- Simplemente María (1989) telenovela mexicana produzida pela Televisa com Victoria Ruffo.
- Simplemente María (2015) telenovela mexicana produzida pela Televisa com Claudia Álvarez.